# Norwalk Hospital
Le Norwalk Hospital est un hôpital communautaire et universitaire, spécialisé en soins de courte durée, à but non lucratif, situé dans le quartier d’Hospital Hill, de la ville de Norwalk, dans le sud-ouest du Connecticut (États-Unis d’Amérique). L'hôpital dessert une population d’environ 250.000 habitants au sud du comté de Fairfield.
En 2022, l'hôpital comporte 366 lits d’hospitalisation, regroupe plus de 500 médecins actifs dans son personnel, et 2.000 professionnels de la santé et personnels de soutien. L'hôpital faisait partie jusqu'en avril 2019 du réseau Western Connecticut Health Network, implanté dans le seul Connecticut, date à laquelle ce réseau de soins a fusionné avec Health Quest, implanté dans l’état de New York limitrophe pour former Nuvance Health (en).

## Offre de soins, qualité et sécurité
L'hôpital est un établissement polyvalent œuvrant principalement dans les domaines de la cancérologie, des maladies cardiovasculaires, digestives, de la femme, de l’enfant, de l’orthopédie et du rachis. Il est doté d’un service d'urgence avec accréditation en traumatologie de niveau II.
L'hôpital de Norwalk propose également des centres spécialisés comme la chirurgie bariatrique, les troubles du sommeil, les soins des plaies en médecine hyperbare. L’hôpital gère et exploite le service d'ambulance 911 pour la ville de Norwalk et fournit des services paramédicaux pour les villes voisines de Wilton, Weston, Westport et New Canaan.
L'établissement a été évalué à plusieurs reprises. Il a reçu le HealthGrades Distinguished Hospital Award for Clinical Excellence en 2010, 2011 et 2012. HealthGrades est un organisme indépendant d'évaluation des soins de santé, qui a déterminé que l'hôpital de Norwalk se classait dans les cinq premiers pour cent de tous les hôpitaux au niveau national pour l'excellence clinique.
En 2022 pour sa part, US News décerne son label « haute performance » pour les soins du service d’orthopédie adulte et pour les procédures de prises en charge des bronchopneumopathies obstructives et de l’insuffisance cardiaque.

## Enseignements
L'hôpital de Norwalk est partenaire de la Yale School of Medicine. L’internat en médecine interne du département de médecine est reconnu comme étant de haute qualité. L'hôpital de Norwalk propose une variété de programmes cliniques et de cours d'éducation sanitaire aux groupes et organisations locaux.
Le département de médecine parraine des programmes de formation de surspécialité en gastro-entérologie, nutrition, pneumologie, médecine du sommeil et soins intensifs en collaboration avec la Yale School of Medicine, tandis que le service de pneumologie parraine une école de soins respiratoires en collaboration avec le Norwalk Community College.

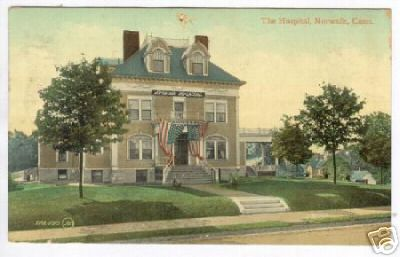
L'hôpital représenté sur une carte postale du début du XXe siècle.

## Divers
Le célèbre pianiste et jazzman américain Dave Brubeck (1920-2012) y est mort.